# Rużyńscy

Herb Rużyńskich

Rużyńscy (też: Rożyńscy, Różyńscy) — ród kniaziowski (książęcy) najprawdopodobniej pochodzenia litewskiego, który wziął swoje nazwisko od Rużyna na Wołyniu.

## Historia
Teodor Narbutt za protoplastę kniaziów Rużyńskich uważał Aleksandra Narymuntowicza — prawdopodobnie najstarszego syna księcia Narymunta wielkiego księcia litewskiego Giedymina, który to pogląd funkcjonuje do dziś w historiografii. Przed Narbuttem pochodzenie Rużyńskich od Narymunta stwierdził Szymon Okolski. Inni autorzy herbarzy mieli inne zdanie. Bartosz Paprocki uważał, że ich protoplastą był inny syn Giedymina Koriat. Stanisław Józef Duńczewski zaś wywodzi ród od wspólnego pnia z Koszczycami, spokrewnionymi jakoby z Giedyminem przez jego kuzyna Nicefora, księcia sabaudzkiego.
Kniaziowie Rużyńscy władali także Nowym Rużynem, położonym w powiecie skwirskim nad rzeką Rastawicą, który wraz z Powołoczą stał się centrum ich dóbr w województwie kijowskim, nadanym w 1581 roku kniaziowi Kirykowi przez króla Stefana Batorego.
Ostatni znani kniaziowie Rużyńscy są znani z XVII-wiecznych dokumentów.
W XVIII wieku od książęt Rużyńskich błędne wywodzili się hrabiowie Razumowscy.

## Członkowie rodu
- Bohdan Różyński, hetman kozacki.
- Roman Rużyński (1575-1610), syn Kyryka - rotmistrz królewski, hetman wojska Dymitra Samozwańca II, zm. 1610.